# Sant'Anna Arresi
Sant'Anna Arresi es un municipio de Italia de 2.703 habitantes en la provincia de Cerdeña del Sur, región de Cerdeña.

## Evolución demográfica
| Gráfica de evolución demográfica de Sant'Anna Arresi entre 1861 y 2001 |
|                                                                        |
| Fuente ISTAT - Elaboración gráfica de Wikipedia                        |